# Jan Philipp Rabente
Jan Philipp Rabente (ur. 3 lipca 1987) – niemiecki hokeista na trawie. Złoty medalista olimpijski z Londynu.
Występuje w pomocy. W reprezentacji Niemiec debiutował w 2005. W 2010 zajął drugie miejsce na mistrzostwach świata, również drugi był w  mistrzostwach Europy w 2009. W kadrze rozegrał 75 spotkań i strzelił 6 bramek. Wcześniej występował w kadrach juniorskich i młodzieżowych.